# Бурбине (Роменський район)
Бу́рбине —  село в Україні, в Сумській області, Роменському районі. Населення становить 30 осіб. Входить до складу Андріяшівської сільської громади. До 2017 орган місцевого самоврядування - Перекопівська сільська рада.

## Населення

### Мова
Розподіл населення за рідною мовою за даними :
| Мова       | Кількість | Відсоток |
| ---------- | --------- | -------- |
| українська | 29        | 96.67%   |
| російська  | 1         | 3.33%    |
| Усього     | 30        | 100%     |

## Географія
Село Бурбине розташоване на відстані 1 км від сіл Перекопівка, Андріяшівка та Губське.
Поруч проходить автомобільний шлях Т 1907. Залізниця станція "Перекопівка".